# Gary Johnson (Basketballspieler)
Gary Lee Johnson (* 15. Dezember 1982 in Tuscaloosa, Alabama) ist ein US-amerikanisch-deutscher Basketballtrainer und ehemaliger -spieler. Als 1,88 Meter großer Aufbauspieler war er als Profi überwiegend in Deutschland tätig.

## Spielerlaufbahn
Johnson spielte in seiner Heimat USA auf Universitätsniveau von 2001 bis 2003 für das Schoolcraft College im Bundesstaat Michigan sowie von 2003 bis 2005 für die University of Central Florida. Anlässlich des 40-jährigen Bestehens der „UCF“-Basketball-Mannschaft im Jahr 2008 wurde Johnson in die 40 besten Spieler eingereiht, die bis dahin das Trikot des Teams getragen hatten.
2005 begann er seine Karriere als Berufsbasketballspieler beim irischen Erstligisten UCC Demons Cork. Nach einem Jahr auf der „Grünen Insel“ wechselte Johnson zur BG Südpark Bochum, für die er in der Saison 2006/07 in der deutschen Regionalliga antrat. Es folgte ein weiteres Jahr in der Regionalliga, allerdings nicht in Bochum, sondern beim SVD 49 Dortmund.
Im Spieljahr 2008/09 stand er bei den Hertener Löwen in der 2. Bundesliga ProB unter Vertrag und wurde vom Internetdienst eurobasket.com als bester Verteidiger der ProB-Saison ausgezeichnet. Von 2009 bis 2012 spielte er für BV Chemnitz 99 in der 2. Bundesliga ProA, im Anschluss an die Saison 2011/12 kürte ihn eurobasket.com zum besten Aufbauspieler sowie zum besten Verteidiger der Saison.
2012/13 verstärkte Johnson die Düsseldorf Baskets, 2013/14 die Oettinger Rockets (beide 2. Bundesliga ProA). Zwischen 2014 und 2016 spielte er für ETB Essen in der ProA, zum Abschluss seiner Laufbahn lief er in der Saison 2016/17 für den VfL Bochum in der 2. Bundesliga ProB auf.

## Trainerlaufbahn
Nach der Saison 2016/17 beendete Johnson seine Spielerkarriere und wurde Cheftrainer der Bochumer Mannschaft. In der Saison 2017/18 führte er den VfL ins ProB-Viertelfinale. Im Februar 2019 wurde Johnson in Bochum seines Amtes enthoben, nachdem die Mannschaft unter seiner Leitung sechs der zehn vorangegangenen Spiele verloren hatte. In der Sommerpause 2019 stellte Regionalliga-Aufsteiger BSV Wulfen Johnson als neuen Cheftrainer vor. 2020 wurde er zusätzlich zu seiner Aufgabe in Wulfen Trainer der Spielgemeinschaft Metropol Baskets Ruhr in der Nachwuchs-Basketball-Bundesliga (NBBL). Die Wulfener Herrenmannschaft gewann 2022 unter Johnson den WBV-Pokal. Das Amt als NBBL-Trainer der Metropol Baskets Ruhr gab er 2022 ab und widmete sich fortan als hauptamtlicher Trainer der Jugendarbeit beim Verein SG Witten Baskets, seine Stelle als Trainer der Männer des BSV Wulfen behielt er inne.